# Rouleina attrita
Rouleina attrita är en fiskart som först beskrevs av Vaillant, 1888.  Rouleina attrita ingår i släktet Rouleina och familjen Alepocephalidae. Inga underarter finns listade i Catalogue of Life.